# 誓血龍騎士3
《誓血龍騎士3》是2013年發行的動作角色扮演遊戲，為誓血龍騎士系列本傳的第三作，也是系列首度發行中文版本。故事時間軸設定為誓血龍騎士的前传作品。雖然繼承了系列一貫的黑暗悲劇風格，但也有不少與前作不同的搞笑橋段。由於初版遊戲的劇情仍有許多未明之處，靠著追加推出的可下載內容（DLC）以及各項周邊，玩家才能逐漸探索到初版中尚未闡明的故事。
台湾SCE于2013年12月17日宣布正体中文版於2014年1月23日发售。

## 遊戲系統
劇本選擇
故事是以選擇劇本來進行，雅科兒的委託也必須從此處選擇。每章依照遊玩的過程所經過的中途保存點分成數節，可以隨時從劇本選擇畫面重複遊玩。
選擇後會進入選單畫面，可以進行武器的選擇及強化、購買道具、選擇使徒以及進入劇本。
戰鬥
防禦時受到攻擊或是進行SP攻擊時都會消耗防禦量表，若在連擊型的SP攻擊狀態之下，在防禦量表完全消耗前都能夠持續進行連擊。連擊數達到一定程度便會掉落血狂寶珠（見『詠唱模式』）及回復HP的藍色寶珠。
平時操縱主人公的戰鬥與龍的騎乘狀態會依劇情發展而轉變，並不能隨時切換。
- 劍

最初也最正統的武器。範圍、威力、機動性、連擊都不是特別突出，但無論哪一點都很平均所以很容易使用。
- 槍

重視範圍及威力的武器，機動性非常低，具有相當的破壞力；進行衝刺時受到攻擊的話並不會產生僵直。
槍能將士兵所持的盾牌摧毀掉，也能在敵人攻擊時由空中往地面攻擊，進而破壞對手的攻擊態勢。
- 格鬥裝具

重視威力、機動性以及連段的武器。雖然威力比槍要小許多，但是靠著高連段的攻擊可以打出強力的傷害。
對需要高機動的BOSS戰來說非常便利，但是由於範圍極小，遇上團體戰會非常難應付。
- 戰輪

不太具有機動性、威力以及連段性，但是比起其他武器範圍非常大，長按△鈕可以鎖定遠方的敵人，放開按鈕後便會投擲戰輪進行攻擊。
- 詠唱模式

受到攻擊或是打倒敵人時，零的衣服會染血並累計血狂量表，血狂量表累積到一定程度時，按下L3+R3鈕便可發動詠唱模式。身上染血的程度和血狂量表成正比。
發動時移動速度與攻擊力都會上升，並進入無敵狀態；若是在與歌姬正面對決時發動詠唱模式的話，對手也會跟著發動。
若裝備『血暝刀』，血狂量表的上升量就會增加；裝備「緋紅之服」則能不斷發動詠唱模式。

## 故事及設定
這是西元856年，由於伊比利亞半島發生「大災厄」後與玩家所處的世界有著不同歷史的故事。
在遙遠的過去，各地被暴虐的領主統制，人民在領主的統治下過著艱苦的生活。此時卻出現了被稱為「歌詠者（ウタウタイ）」亦或是「歌姬（ウタヒメ）」的五位女性，她們是以詠唱為媒介使用魔法的特殊能力者。五位歌姬分別用她們的力量將各地的領主討伐，為世界帶來了和平並被尊崇為女神般的存在。
從那之後過了不久，歌姬們的姊姊──零突然和白色的龍一起出現。她的目標是將自己的妹妹們全數抹殺，為此而來到身為五位歌姬的領導者──壹所統治的教會都市。但是壹與妹妹們以詠唱之力將龍的攻擊擋下，壹所使役的黑龍使零的白龍受了致命傷，而零則失去了左腕，負傷逃亡。
從那之後過了一年，來到西元1000年。與白龍的轉生體──米海爾共同行動的零，由於將被右眼盛開的花朵侵蝕，再次面臨將妹妹們殲滅的戰鬥。
本篇共有4個結局，隨著一個結局完成而開放下一個結局。只有最後一個結局需要達成特定條件才能遊玩。

### 詠唱者
以詠唱「歌」來發動魔法的存在，被稱為歌姬或是女神。不知何時出現在世界上，並靠著自身的力量討伐暴虐的領主，讓戰爭成為遙久過去的記憶。
現在是以壹為首，五位詠唱者成為各地的領主。
詠唱者身體的某個部位會成長過剩，該處則被稱之為「標記」。

### 大災厄
西元856年，以伊比利亞半島為中心發生大地震後，在一夜之間出現了巨大的城市，異形的物種開始出現的災害。
被害的巨大程度被當成是改變世界的大事件而被教會記錄下來。
在此之前世界都是玩家所知的現實世界，但在發生大災厄後便成了妖精與怪物都會存在的有如幻想一般的世界。

### 花
寄生在詠唱者體內的物質，和詠唱者一起成長，也讓詠唱者擁有強大的力量，但卻會侵蝕宿主的肉體與精神，若是壓制不住的話就會造成精神崩壞。
雖然有驚人再生能力，但在龍族面前卻變得無力化，被龍攻擊做成的傷亦無法再生，原因不明。相反，要破壞的話必須依靠龍直接吞噬或由龍的身體組織做出來的武器才辦得到。
若是花的力量完全覺醒就會發揮足以毀滅世界的強大力量，為了不被輕易消滅，宿主受到傷害時花會啟動再生機制使宿主復活，或是進行分裂。Zero 企圖以自殺消滅體內的花，從而分裂出其他姊妹。
和DOD1中的再生之卵以及DOD2的骸骨之棺有許多共同之處，能毀滅世界、能憑藉於死亡的人類身上並加以利用、能引發再生或復活人類的奇蹟、能夠將人洗腦，所以花有可能是「神」所創造的道具。
按照DOD1，2的設定，「神」曾經附身於瑪哪身上，稱呼「龍族」為其僕人，甚至玩具。然而龍族之頂端「神龍族」叛逆了「神」，成為獨立之存在，因而成為「被神敵視的存在」。龍族對花擁有強烈食慾（敵意），因此花之力量好有可能就是源自「神」，但關於「花」究竟從何而來，這一點官方一直沒有詳細說明。
擁有能操縱赤目病患者的能力。

## 登場人物

### 主要人物
零（聲：內田真禮）
擁有緋紅色雙眼及髮色接近白色的金髮女子，嘗試殺害所有同樣身為詠唱者的妹妹們的「反叛的歌姬（裏切りのウタヒメ）」。
她持有的劍是用龍的身體組織製成的，擁有殺死接近不死之身的詠唱者的能力。
在故事最初，試著要殺害妹妹們的零在攻入教會都市時，先前與壹戰鬥時失去的左手部分已經戴上了義肢、右眼的花也已經開始持續成長了。
由於左手是被將花之力無效化的龍火砲切斷，零的左腕再也不能再生。
性格非常粗暴，總是因為覺得麻煩而懶得做事。對於敵人沒有絲毫憐憫之心，有突然發飆、和自己毫無關係的人會撇到一邊不管，以及施加暴力時會越演越烈的傾向。
米海爾（聲：東山奈央）
與零一起行動的白龍，和壹戰鬥時受了致命傷的米迦勒轉世。
並沒有身為米迦勒時的記憶，因為個性非常天真、跟幼兒沒兩樣，導致零常常無法教育牠，而且牠還有把話重複說一遍的習慣。
身體會釋放穢物與野獸的味道混合在一起的惡臭。
米迦勒（聲：池畑慎之介）
曾經和零一起行動，被稱為最強的白龍。雖然有著龍族的高傲性格，不過對料理的囉嗦程度跟人類很像。
故事開頭和零一起攻入教會都市時受了重傷，更在與壹對峙時受了致命傷。許下「最後的願望」
DLC中描寫了牠與零相遇的過程。其實「最強」是自稱，活了4000年大概也是隨便胡謅的。

### 歌姬
特殊能力者，又被稱為「詠唱者（ウタウタイ）」。全部都是姊妹，討伐了各地以暴政治國的領主，為世界帶來和平。雖然原因不明，不過領主死後各地似乎都還有與歌姬敵對的人。歌姬分別治理著海、山、森林、沙之國以及教會都市，除了零以外的歌姬全都因為詠唱者的力量付出代價，導致身體的某些部分會特別發達。另外，如果歌詠的力量增強、身心卻無法負荷的時候，精神就會崩壞；做為得到歌詠之力的代價，歌姬們都擁有非常強烈的性慾。歌姬在各國都得到非常高的支持、也有實際掌權。部分的士兵因為歌詠的力量而被洗腦，若是詠唱者死亡，被洗腦者將會精神崩壞。被歌詠支配的人們就算死亡似乎仍能夠繼續活動。
歌姬們的真實身分是當零在發現花的危險性、想將花從體內取出時，觸發花的防禦機制而誕生的零的複製體。她們的外表是從零生前被處刑時所遇見的討伐領主的少女為範本而成，性格則是零的思想所構成的。原本的外貌大約只有國小生體型，但在教會都市打開了「門」，使黑色的花綻放以後，力量暴走而讓姐妹們的身體成長了許多。
事實上歌姬在討伐領主後，實際治世的時間只有短短一年左右。在本篇故事結束後莫約過了十年，人們就逐漸忘了歌姬的存在。
壹（聲：田中理恵）
使用的武器是連著鎖鏈的巨大戰輪。身為詠唱者的次女，治理著教會都市。
性格和姊姊零完全相反，認真且擁有強烈的正義感，也因此對於「擁有強大力量的詠唱者為何會誕生」抱持著疑問。看著活在領主暴政之中苦不堪言的人民，壹終於無法忍耐而討伐領主，創造了新的世界。
詠唱者中位於頂點的存在。無法認同「只為了解決自身欲念而存在的使徒」，唯一沒有使徒的歌姬。
擁有和其他詠唱者同樣強大的性慾，也曾在DLC中說過會隨便找根木棒解決，但Xbox特典小說中提到其實後來壹也開始利用弟弟解決自己的欲望。
「標記」是五感異常敏感，這對壹的生活產生了非常負面的影響：
壹所使役的魔獸是被龍族專用的魔獸化魔法強化後的黑龍「加百列」。
另一種是在C分歧中，在「詠唱吧（歌え）」的號令下後現身，與魔像相似的魔獸「亞布迪爾（アブディエル）」。
是個能將自身所學的基本知識自由運用的萬能天才。基於各個姊妹的個性而將適合的國家分配給她們。
但換個角度來看，壹對於自己的妹妹們和弟弟總是採取放任的態度；
在C、D分歧中察覺了詠唱者的本質，因而有著與零同樣的目的。但是因為無法相信零，所以彼此都希望對方比自己先死。
壹是以「死前零抱著『無法接受這個不公平的世界』的心」與「處刑前身旁那個擁有強大正義感的少女」所構成的複製體。
貳（聲：齋藤千和）
擁有藍色的頭髮和瞳色，額上有「Ⅱ」印記，左頭部開著青色花朵的女性。
身為詠唱者的三女，治理著砂之國。
活潑開朗、和任何人都能很快熟稔起來，姐妹之中的氣氛製造者。
與使徒聖特相愛，恩愛的程度讓周圍的人光看都覺得丟臉，當時的樣子能在官方網站的小說中看到。
似乎是姐妹之中最喜歡做料理的。因為伍的關係而開始把怪物當成食材，這一點對於缺乏食材的砂之國來說非常派得上用場。
除了遊戲最初的零章以外，無論哪個路線貳與零再戰的時候都已經承受不了詠唱者的力量而精神崩壞了。
DLC中描述崩壞的原因：引發事件後，最終演變成必須殺掉所有異變的人們，自責的執念與恐懼最終侵蝕了貳的心。本作導致Bad End元兇的直接原因幾乎都是因她而起。
Story Side中貳在D分歧沒有出現（已死亡）的原因是，這時的貳因為精神崩壞遲遲沒有進食而進入了絕食狀態；
身體虛弱時花的力量也被削弱，此時的貳才一時得已脫離花的支配，趁隙自殺。但此時的她並沒有逃離現實，而是在意識的深層之中繼續和花之力戰鬥。
和纖瘦的體型不同，貳的「標記」是擁有過人的力氣，無論碰什麼東西總是很小心，不過這力氣在加工怪物的肉時倒是很有用。
貳的性格是以零的「也許換個養育方式，就會成為和現在完全不同的自己」的想法所組成的。
使役的魔獸是在「起舞吧（踊れ）」的號令之下出現的兩個巨人「古利葛利（エグリゴリ）」，在B分歧中則是以「祝福吧（祝福せよ）」的號令召喚出蜘蛛模樣的天使「拉斐爾（ラファエル）」。
（聲：能登麻美子）
擁有紫色雙瞳及頭髮，額上有「Ⅲ」的少女。
作為詠唱者的四女統治著森之國，總是拿著刀背與刀鋒相反的剪刀走動。
雖然大腿佩著兩支劍、臀部也戴著兩把短刀，但是戰鬥的時候並不會使用。
個性灰暗懶散、總是無精打采的印象，在一部分的士兵中擁有不少人氣。
六姐妹中外表最為美麗的少女，雖然本人沒有利用這點的自覺，但是士兵自願成為實驗體的確是為了她的美貌。
不斷做著操弄人類的不人道實驗。在漫畫歌姬Five中對用人類的皮膚、骨骼製作的人偶非常感興趣，官方小說中可以看出參是如何轉變成現在的樣子。
在DLC中揭示了她最惡毒的實驗結果（壹似乎非常反感）。因為彼此實在過於疏離，這點成為了歐克塔反叛的主要理由。
Story Side描述森之國發生的瘴氣、魔物暴走等原因都和參沒有關係，但壹卻懷疑是參動了手腳，導致B分歧參背叛了壹；最後被精神崩壞的貳攻擊，負傷來到零的面前後卻傷重死亡。
性格是來自零內心僅存瘋狂、沒有理智的部分。
已確認參是DOD中出現的獨眼巨人（サイクロプス）的製作者。
使役的魔獸是以號令「侵蝕吧（侵せ）」召喚的球體關節人偶「亞米沙爾（アルミサエル）」，D分歧中則是以號令「贖罪吧（贖え）」召喚的古代巨龍（エンシェントドラゴン）「愛瑟瑞爾（イズライール）」。
肆（聲：竹達彩奈）
有著棕色頭髮、綠色雙眼，頭上有著「Ⅳ」印記的少女。詠唱者的五女，統治著山之國。擁有一架飛空艇，武器為格鬥裝具。
姊妹之中最聰明的存在，IQ 300。
總是一副優等生的態度跟語調，雖然表面看來是個謙虛地聽人說話的認真女孩，但內心卻隱藏著極為扭曲的自卑感。
無論對任何事都只為了自己而解讀，為此就算捏造謊言（包括自身的記憶）也表現得若無其事的樣子。
肆的個性能用「自己一點錯都沒有」來概括。無論對姐妹們或是人民都有種愛恨交雜的感受。以「為了壹」為由將自己的責任推到別人身上，如果是自己想要的東西就會誘導他人為自己想辦法，是個真正的偽善者。
「贊同自己」與「貶低他人」兩種想法在肆身上同時存在，如果不拿別人當比較的基準就什麼都辦不到。
雖然和其他姊妹一樣性慾旺盛，但因為性格太過壓抑所以完全辦不到堪稱是性行為的事（愛撫等等），是姐妹當中唯一的處女。
因為知道戴卡特的性癖所以對他是連看都不看一眼的無交涉狀態（但是戴卡特對這一點卻感到很開心，肆對他這樣的反應而感到十分煩躁）。
DLC看來，與其說是討厭，倒不如說肆對戴卡特其實是抱有好感的。
「標記」是指甲長得非常快，而這件事也成為肆的壓力來源之一。
在歌姬Five中可以看到她常常在咬指甲，會使用格鬥裝具就是為了掩飾極長的指甲。
在Story Side解釋了肆D分歧時所做的事：由於不堪負荷花的力量，導致肆的猜疑心逐漸增長，最後懷疑自己身邊的侍女以及士兵們會反叛，將他們全都殺掉以後，就連能使自己精神安定的戴卡特也放逐。
肆的個性是來自於零「被母親賣掉後為了守護渺小自尊時的自己」。
使役的魔獸是以號令「防禦吧（とじろ）」召喚的浮空巨城「亞馬羅斯（アルマロス）」，以及D分歧中以號令「過來吧（おいで）」召喚出的魔獸化巨龍「約斐爾（ゾフィエル）」。
伍（聲：伊藤靜）
金色的長髮與雙眼，擁有豐滿乳房與臀部，額上有著「Ⅴ」印記的女性。身為詠唱者六女的伍治理著海之國，手持猶如白色十字架的長槍。
雖然什麼都想要，但是一旦拿到手就會馬上失去興趣。
對自己非常有自信，也了解自己的強欲，性慾旺盛到連零都吃驚的地步。
說話總是參雜著零散的呻吟聲，「哈嗯～」是口頭禪。她的性慾似乎對零都有的樣子。
從官方小說中可以得知伍喜歡的是像貓一樣的男孩子，為了得到她想要的反應會刻意對迪特使用詠唱之力。
由於慾望非常強，喜新厭舊的她反而讓海之國的經濟成長了起來；不過，她所經營的商會在本篇故事結束後半年內就關門大吉了（在本篇時經營狀況就岌岌可危了）。
是姊妹之中外表最成熟的。官方小說中伍曾想到些什麼，卻沒有意識到自己最想得到的東西就是親情。
D分歧遇到伍後能看出伍對於零、對於家族的渴望。
「標記」是胸部異常的大，不過她倒是很自豪。
D分歧中死後因為歌詠之力而已腐爛的狀態復活，最後仍被零斬殺。
Story Side中敘述D分歧遇到伍以前，她被切成肉塊而不成人形時，因為希望自己能活下去這強大的欲望，使花回應了她的期待而造成肉體以潰爛的狀態復活。
伍的外表來自零生前曾經搶奪其食糧的一個修女，性格則是來自當時零只想奪取的欲望。
使役的魔獸是以號令「出來吧（いでよ）」召喚出猶如巨大螃蟹般的天使「法奈爾（ファヌエル）」，而D分歧中則是以「蠢動吧（蠢け）」為號令召喚出數匹殭屍型的魔獸「加爾加列爾（ガルガリエル）」。
壹（弟）（聲：井口祐一）
為了某個目的（名義上是壹戰敗時作為擊殺零的後備方案而存在，但設定透露出壹分裂出弟弟這個可以進行性行為之男性，有別於零，反映出另類的心靈扭曲。誔生方法亦不明，有可能與零一樣，自殘時分裂出來）而被創造出來的另一個壹，外表與壹一模一樣。
官方插畫裡的服裝與壹完全不同，不過遊戲裡穿著的衣服幾乎和壹差不多。
將生出自己的壹稱為姊姊（本來稱她為母親，但被壹以「我還沒到那種年紀」而駁回）。
雖然只有在A分歧登場，但是其他分歧裡是否存在仍不明。
姊姊總是用你（キミ）來稱呼，並沒有正式的名字；結局後繼承了壹的名字，並創立了天使教會。
漫畫「致死之赤紅（死ニ至ル赤）」的主角。其實就是DOD中登場的天使教會始祖，A結局後活了約百年時間，來到了DOD的時代。
與DOD中的瑪娜（マナ）和系爾（セエレ）長得非常像，其中瑪娜的眼睛和壹一樣是艷紅色，A結局中全身被鮮血染紅的形象與瑪娜平時的打扮極為神似。有可能是隔代帶有血緣關係。
為了DOD的赤目病，「致死之赤紅」中壹（弟）與妖精族的同伴尼洛（ネロ）四處旅行，並殺害赤目病患者。
由於被創造出來後壹並沒有讓他知道任何詠唱者的事，只曉得自己要成為殺掉零的王牌，故黑龍告訴他病源體就是他本身時，認為過去自己的努力都被否定，
最後精神崩潰而喪失戰意，要求尼洛把自己斬首斷絕自身作為病源體繼續危害世界。可惜為時已晚，尼洛帶著其半死不活的首級到處旅行，觀察這個繼續被紅眼病為害的人間 。
加百列（聲：北澤力）
跟隨壹的黑龍。雖然脾氣並不暴躁但是非常驕傲。用男大姐的口氣說話，性別不明。會為了壹的指示而去幫忙其他姊妹的工作，不過個性上和肆非常合不來。
本篇前期就已是魔獸化的樣子，不只體型變大，防禦力與攻擊力都和從前大不相同。
歌姬Five中為了從襲來的巴爾塔斯（バルタス）手中保護壹而許下了「最後的願望」，自願魔獸化而增強了力量。
最後於擊倒巴爾塔斯後暴走，和壹訂下契約，力量下降後終於恢復回魔獸化以前的狀態。
後來被稱為『ガブリエル』。
由於Story Side中明確的表示加百列已經失去理智。是否就是造成小說故事發生扭曲的原因，目前仍然不明。

### 使徒
服侍詠唱者的戰士。全員都是男性，除了保護詠唱者，同時也是她們發洩慾望的存在。雖然擁有自由的意識，但是無法違抗身為自己主人的詠唱者。但零是例外，只要有心就能輕易的離開零。
他們的真身是獲得詠唱之力的白鴿。受到在教會都市的花之力影響，除了壹以外的四個詠唱者都因為被花吸引而力量暴走，為了鎮壓住妹妹們，零將附近的四隻白鴿化成人形用以分散聚集在妹妹們身上的花之力，然後讓米迦勒消滅了當時盛開的黑色花朵。但是因為使徒為詠唱者分擔了詠唱之力，若是使徒不在詠唱者身邊，就會加速詠唱者的精神崩毀。若是在沒有詠唱者，以沒有詠唱之力的狀況下召喚出天使（魔獸）的話就會付出代價而變回白鴿的模樣。他們的記憶由來雖然不明，不過外表似乎重現了零生前記憶中所接觸過的男人。
他們的性格是投射了詠唱者自身的願望而成的。本來應該各自都是相似相合的夥伴，但對於其跟隨的詠唱者來說卻都不相合，導致擁有使徒的歌姬們與其使徒性格上完全不合拍。
在官方小說與DLC中，使徒之間有某種程度上的認識。
戰鬥時玩家可以讓兩名使徒跟隨自己，不過因為使徒要接近敵人才會進行攻擊，說白一點就是完全不能期待他們的戰鬥力。使徒沒有HP，無需擔心使徒會因為遭到攻擊而死亡。
迪特（聲：齋賀光希）
使徒之一，有些稚氣的少年。武器是槍，侍奉的歌姬是伍。
洞察力很高，雖然是個能夠馬上察覺對方心理的聰明少年，但其實是想讓對方遭受痛苦、對於聽到哀嚎會感到非常快樂的虐待狂。
雖然平常很忠心的在服侍伍，但因為迪特喜歡的是苗條纖瘦的女性，並不是像伍那樣身材豐滿的類型，所以對於伍，迪特討厭到內心都有著殺意。
雖然認為自己和常常胡扯的聖特感到個性不合，但因為知道聖特失去貳以後內心空洞虛無的那一面，所以對聖特抱持著一點親近感。
認為自己是「不被期望的存在」，是一個將充滿殭屍的世界評斷為「要自己去也行」，抱持著強烈劣等感的人。
把殭屍之類的腐敗物更加殘忍的毀掉後會感到無上的愉悅，有某種程度上的醜惡愛好。
因此，從前厭惡的伍以腐爛的姿態復活時，迪特以「被這樣的妳抱也沒關係」表示他的喜悅。
相反的，對於友情、愛情等等會非常明顯的表現出厭惡。
對於渴求「愛著自己」、「渴望美麗」、「自我滿足的喜悅」的伍，迪特的個性則是「自我厭惡」、「愛好醜惡」、「以凌辱他人為樂」，和伍完全相反。
戴卡特（聲：井上和彥）
使徒之一，粗壯的男性，戴著眼鏡。武器為格鬥裝具，侍奉的歌姬是肆。
和其他使徒比起來比較知性，但其實是個將自身的苦痛以及遭遇的困境全都當成是獎勵的被虐狂，同時也是個妄想狂。
對於迪特的語言暴力，或妄想著身體某部位被切斷的痛感會感到興奮，和歐克塔比起來是另一種層次的變態。
如果稱讚他會生氣。
晚上做那檔事時性癖會完全顯現出來，這時就會拜託零傷害他身體的樣子。
會使用格鬥裝具，就是因為打到堅硬的東西時自己也會感到疼痛。
不過遇到會削減HP的高熱與低溫都沒問題的戴卡特，似乎也有沒轍的東西。
相較於「拒絕在他人面前展露自己」的肆，戴卡特卻是心胸寬大、將妄想的事情輕易說出來的相反類型。
因為彼此都被動的等待對方，所以是唯一和侍奉的歌姬沒有肉體關係的使徒。
歐克塔（聲：茶風林）
使徒之一，飄忽不定的老人，額頭有著羅馬數字「X」，武器為戰輪。侍奉的歌姬是參。
雖然台詞聽起來好像大部分都是因為參無法滿足慾望而叛變，但只要通過DLC就能得知主要原因仍是希望阻止參再做實驗。
和參相反，歐克塔是較為知性、快樂主義、對自己興趣的相關事物就會全方面接觸的人。
和帕堤森（後述）的外表十分相似，不過因為零沒有見過帕堤森年輕時的樣子，所以Story Side中零見到帕堤森時感到有些驚訝。
聖特（聲：置鮎龍太郎）
使徒之一，會把語尾的字拉長音，感覺很慵懶的青年。武器是雙劍，侍奉的歌姬是貳。
對自己有著絕對的自信，就算把自己說成是笨蛋，但也是基於「因為是像我這樣的使徒呢～」的理由隨便說說而已；會隨喜好而重複著讚美自己的言論 。
有時會說一些自己搞錯的知識而造成同行夥伴的困擾，到後來連戴卡特都看不下去。有時明知情報錯得離譜，卻還是說出來了。
除了胡謅、拉長語尾以及和零同行的理由無法判明以外，似乎是把真實的自己給隱藏起來了。
真正的聖特說話時並不會拉長語尾，官方小說及DLC中描寫與貳一起度過的生活，當時的聖特並不會用拉長語尾的口氣說話。他刻意的語調都是為了能夠接近心靈崩毀的貳。
和其他使徒不同，聖特和歌姬的關係非常好，和貳是相愛的戀人。但是對貳的這份愛卻讓事件發生，間接導致貳的崩壞，在貳死後便對這個世界失去了執著心。
Story Side中描寫到D分歧中貳早已死亡，但聖特為了實現貳要他活下去的願望而跟著零一起行動。
和相信絕對的愛情、浪漫天真的貳相比，聖特卻是現實主義者。
為了讓自己的愛能夠成為永恆的結果，卻是讓貳體認到「歌詠之力的恐怖之處」，然後變成絕望的現實。
希望自己能隨著貳一起到另一個世界，話語中常常會透露出這樣的訊息，但聖特卻完全無法從「貳還活著的現實」的幻想中逃離。

### 其他
雅科兒（聲：小清水亞美）
戴著圓眼鏡、綁著雙馬尾的黑髮、提著巨大白色鋁箱的女性。在本作是個類似旁白般的存在，玩家中選擇劇本的畫面就是她的記錄報告書。
她的行蹤可說是神出鬼沒，副任務的委託人。名字在本篇就能看到，但是她的身影一直到A分歧的結局才出現。
以提著鋁箱、雙手向兩邊張開，雙腳也向左右九十度彎曲的特異姿勢行走。
在D分歧中打破身為記錄者的禁忌，幫助零控制住壹的行動而犧牲。
Story Side中表明雅科兒其實是被零等人稱為「舊世界」的古文明之痕的世界派來的記錄者，是擁有機械之身的人形機器人。
D分歧中為了幫助零而毀損，在雅科兒的要求下被零破壞頭部死亡，在花的威脅消滅後仍繼續記錄的雅科兒並不只有一個，而是有多數的雅科兒同時在進行紀錄。
本來身為旁觀者的雅科兒並不能對零所在的世界進行干涉，但因為看了太多次Bad End而對零說著「希望能有個比較像樣點的結果」，決定出手幫助零。
帕堤森（聲：家弓家正）
本作的片頭動畫中，講述著歌姬降世的故事而被零殺死的老人。
額頭上的紋樣與歐克塔很相似。不斷的寫下詠唱者從很久以前就已經在治理世界的文章，像是做著偽造歷史一般的行動。
雖然本作中沒有講明，但是設定資料集中明確的標示此人和歌姬Five中出現的同名人物是同一人。
妖精（聲：水野マリコ）
住在森之國的妖精。在零等人來到森之國後出現，說話速度非常快，但是講出來的話極為刺耳，讓迪特決定離開森之國前要放火燒光森林。
以取笑人類為樂，認為妖精族最高尚美麗，但說出來的話十分下品。
被惹惱的話會說出各種幼稚的罵人詞語。
妖精王（聲：中村正）
因為是妖精族的王所以講話更難聽。
在零沒有耐性之下被零一拳打碎。

## 主題曲
片頭曲、D分歧片尾曲
「This Silence Is Mine」
作詞、作曲、演唱：鬼束千尋
編曲：岡部啓一
B分歧片尾曲
「クロイウタ」
作詞：菊地はな
作曲：岡部啓一
歌：藍井エイル
似乎是暗指歌姬們以及各分歧結局。
C分歧片尾曲
「尽きる 3」
作曲、編曲：佐野電磁(DETUNE)
作詞：名取佐和子、菊地はな
歌：内田真礼

## 评价
| 汇总媒体   | 得分   |
| ---------- | ------ |
| Metacritic | 61/100 |

| 媒体          | 得分   |
| ------------- | ------ |
| Destructoid   | 8.5/10 |
| Eurogamer     | 5/10   |
| Game Informer | 6/10   |
| GamesRadar+   | [ 7 ]  |
| GameSpot      | 7/10   |
| IGN           | 4.8/10 |
| Fami通        | 34/40  |

本作的褒贬不一。本作的剧情和人物设定获得了不少肯定，但糟糕的画质也为不少人所诟病。

## 外部連結
- ドラッグ オン ドラグーン3 | SQUARE ENIX （页面存档备份，存于）
- ドラッグ オン ドラグーン3的X（前Twitter）（日語）
- どらっぐ おん どらぐーん ウタヒメ ファイブ | ビッグガンガン | SQUARE ENIX （页面存档备份，存于）